# Aaron Ekblad
Aaron Ekblad (Windsor, 7 febbraio 1996) è un hockeista su ghiaccio canadese.

## Palmarès

### Club
- Stanley Cup: 1

Florida Panthers: 2023-2024

### Mondiali
- 1 medaglia:
  - 1 oro (Repubblica Ceca 2015)